# Angelo da Orvieto

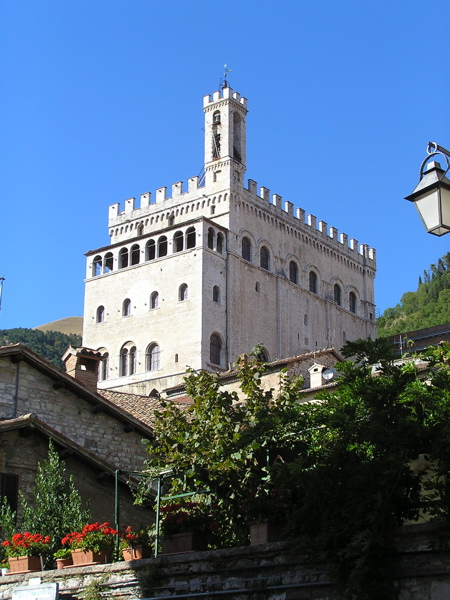
Il Palazzo dei Consoli di Gubbio.

Angelo da Orvieto (Orvieto, ... – 1352) è stato un architetto italiano.

## Biografia
Attivo a Perugia già nel 1317, per collaudare un acquedotto assieme a Lorenzo Maitani.
Come architetto progettò il Palazzo dei Consoli di Gubbio, assieme ad Angelo di Luccolo e Baldello di Nello; un'iscrizione sul portale comunica la data e il nome dell'artista.
Realizzò anche il palazzo comunale di Città di Castello, anche in questo caso vi è l'attestazione dell'iscrizione sul portale.
Nelle sue opere seppe coniugare lo stile fiorentino, e quello senese trecentesco con l'arte locale.